# Grupo Independencia/Democracia

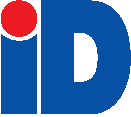
Partido político

Fue un grupo parlamentario del Parlamento Europeo formado por partidos políticos euroescépticos de diversas ideologías, unidos por su rechazo a cualquier tipo de centralización del poder europeo.
Desde 2009 se denomina Europa de la Libertad y la Democracia.

## En el Parlamento Europeo
Contaban con 37 eurodiputados, principalmente de Reino Unido (11) y Polonia (10)
 Reino Unido
- Partido por la Independencia del Reino Unido (UKIP): 11 eurodiputados

 Polonia
- Liga de las Familias Polacas (LPR): 10 eurodiputados.

 Italia
- Liga Norte: 4 eurodiputados.

 Suecia
- Junilistan: 3 eurodiputados.

 Francia
- Movimiento por Francia (MPF): 3 eurodiputados.

 Países Bajos
- Unión Cristiana (CU)/Partido Político Reformado (SPG): 2 eurodiputados.

 República Checa
- Independientes Demócratas (NEZDEM): 1 eurodiputados.

 Dinamarca
- Movimiento de Juin: 1 eurodiputados.

 Grecia
- Concentración Popular Ortodoxa (LAOS): 1 eurodiputado.

 Irlanda
- Independiente: 1 eurodiputado.

## Miembros
- Presidentes:
  - Jens-Peter Bonde
  - Nigel Farage
- Presidente de la mesa:
  - Maciej Marian Giertych
- Miembros de la mesa:
  - Mario Borghezio
  - Paul Marie Coûteaux
  - Georgios Karatzaferis
  - Nils Lundgren
  - Kathy Sinnot
  - Vladimír Zelezný
- Tesorero
  - Johannes Blokland

- Datos: Q655137